# Ezequiel Carboni
Ezequiel Alejo Carboni (Buenos Aires, Argentina, 4 de abril de 1979) es un exfutbolista y actual entrenador argentino. Jugaba como mediocampista. Actualmente dirige a la reserva del A. C. Monza.
Es padre de los también futbolistas Valentín y Franco Carboni.

## Biografía

### Como jugador
Carboni comenzó jugando en Lanús de la Primera División de Argentina, donde disputó 189 partidos hasta 2005. Ese año fue transferido al fútbol de Austria, para jugar en el Red Bull Salzburg donde en la temporada 2007-08 es dirigido por Giovanni Trapattoni y Lothar Matthäus. En el 2011 en su vuelta al fútbol argentino, fichó por el clásico rival del equipo en el cual llegó a debutar como profesional, el Club Atlético Banfield equipo del cual se confesó hincha. El 29 de diciembre rescindió contrato de común acuerdo con la dirigencia.

### Como entrenador
Luego de que Banfield Rescindiese su contrato, dirigió la sexta división de Lanús, la cual saco campeona. Luego de la salida del entrenador de la primera, Jorge Almirón, Carboni asume el rol de Director Técnico. A pesar de pasar de ronda en la Copa Sudamericana, no logró sacar una cantidad de puntos en el torneo local, por lo que al inicio del campeonato siguiente presenta la renuncia, aún contando con apoyo del plantel y la dirigencia, debido al fuerte repudio que recibió por parte de los hinchas del club. Fue director técnico de Lanús hasta el 26 de agosto de 2018. El 18 de septiembre del mismo año se convirtió en el técnico de Argentinos Juniors con contrato por un año, siendo presentado en el Estadio Autocredito Diego Armando Maradona por el presidente Cristian Malaspina.
Carboni fue despedido luego de perder 4 partidos de forma consecutiva. Regresó a Italia para dirigir a la reserva del Catania Calcio y luego a la reserva del A. C. Monza.

## Selección nacional
Carboni jugó en divisiones menores de la Selección de fútbol de Argentina pero nunca jugó ningún partido con la Selección mayor. En 2007 se habla de la posibilidad de que obtenga la nacionalidad austríaca para jugar con la Selección de fútbol de Austria la Eurocopa 2008.

## Clubes

### Como jugador
| Club              | País      | Año       |
| ----------------- | --------- | --------- |
| Lanús             | Argentina | 1998-2005 |
| Red Bull Salzburg | Austria   | 2005-2009 |
| Catania Calcio    | Italia    | 2009-2011 |
| Banfield          | Argentina | 2011      |

### Como entrenador
| Club               | País      | Año  |
| ------------------ | --------- | ---- |
| Lanús              | Argentina | 2018 |
| Argentinos Juniors | Argentina | 2018 |

### Estadísticas
| Equipo                    | Div.                 | Torneo                   | Estadísticas | Estadísticas | Estadísticas | Estadísticas | Estadísticas | Estadísticas | Estadísticas | Estadísticas | Estadísticas |
| Equipo                    | Div.                 | Torneo                   | PJ           | G            | E            | P            | GF           | GC           | DG           | Puntos       | Efect.%      |
| ------------------------- | -------------------- | ------------------------ | ------------ | ------------ | ------------ | ------------ | ------------ | ------------ | ------------ | ------------ | ------------ |
| Lanús Argentina           | 1ª                   | Primera División 2017-18 | 17           | 2            | 10           | 5            | 10           | 16           | -6           | 16           | 31.37%       |
| Lanús Argentina           | 1ª                   | Copa Sudamericana 2018   | 4            | 2            | 0            | 2            | 6            | 5            | +1           | 6            | 50%          |
| Lanús Argentina           | 1ª                   | Copa Argentina 2017-18   | 2            | 0            | 1            | 1            | 2            | 3            | -1           | 1            | 16.67%       |
| Lanús Argentina           | 1ª                   | Primera División 2018-19 | 3            | 0            | 2            | 1            | 4            | 5            | -1           | 2            | 22.22%       |
| Lanús Argentina           |                      |                          | 26           | 4            | 13           | 9            | 22           | 29           | -7           | 24           | 32.05%       |
| Argentinos Jrs. Argentina | 1ª                   | Primera División 2018-19 | 7            | 0            | 2            | 5            | 1            | 9            | -8           | 2            | 9.52%        |
| Argentinos Jrs. Argentina |                      |                          | 7            | 0            | 2            | 5            | 1            | 9            | -8           | 2            | 9.52%        |
| Total en sus equipos      | Total en sus equipos | Total en sus equipos     | 33           | 4            | 15           | 14           | 23           | 38           | -15          | 26           | 27.27%       |

Actualizado el 12 de enero de 2021. 

## Palmarés

### Campeonatos nacionales
| Título     | Club               | País    | Año     |
| ---------- | ------------------ | ------- | ------- |
| Bundesliga | Red Bull Salzburgo | Austria | 2006-07 |